# Challenger de Mérida
El Yucatán Open es un torneo profesional de tenis. Pertenece al ATP Challenger Tour. Se juega desde el año 2024 sobre pistas de tierra batida al aire libre, en Mérida, México.

## Palmarés

### Individuales
| Año  | Campeón               | Finalista           | Resultado     |
| ---- | --------------------- | ------------------- | ------------- |
| 2024 | Tristan Boyer         | Juan Pablo Ficovich | 7-6(6), 6-2   |
| 2025 | Felipe Meligeni Alves | Juan Pablo Ficovich | 6-2, 1-6, 6-2 |

### Dobles
| Año  | Campeones                                | Finalistas                       | Resultado |
| ---- | ---------------------------------------- | -------------------------------- | --------- |
| 2024 | Thomas Fancutt Hunter Reese              | Boris Kozlov Stefan Kozlov       | 7–5, 6–3  |
| 2025 | Kilian Feldbausch Rodrigo Pacheco Méndez | George Goldhoff Trey Hilderbrand | 6–4, 6–2  |